# Szegedi Közlekedési Társaság
A Szegedi Közlekedési Társaság (hivatalos nevén: Szegedi Közlekedési Kft., köznyelvben: SZKT) Szeged megyei jogú város villamos üzemű tömegközlekedését (villamos, trolibusz) ellátó, önkormányzati tulajdonú cég. Emellett ők üzemeltetik a Szegedi repülőteret is.

## A közösségi közlekedés meghatározása
A közösségi közlekedés vagy tömegközlekedés a városi személyszállítást foglalja magába, amelyet az erre a feladatra szakosodott cégek és társaságok üzemeltetnek meghatározott díjszabás – ami akár teljesen ingyenes is lehet –, menetrend és közlekedési eszközök: autóbusz, villamos, trolibusz, földalatti vasút, helyiérdekű vasút keretei között.

## A társaság céljai
Szegeden az elektromos üzemű kötöttpályás közlekedés üzemeltetése a fő tevékenységi köre. Feladatai közé tartozik ezen felül a közterületi fizető parkolási rendszer, a gépjárműmentés és -elszállítás, valamint a parkolóház üzemeltetése.
A város nyugati határában elterülő Szegedi Repülőtér (Szeged Airport) 2006 óta szintén társaság egyik üzletága.

## A társaság története

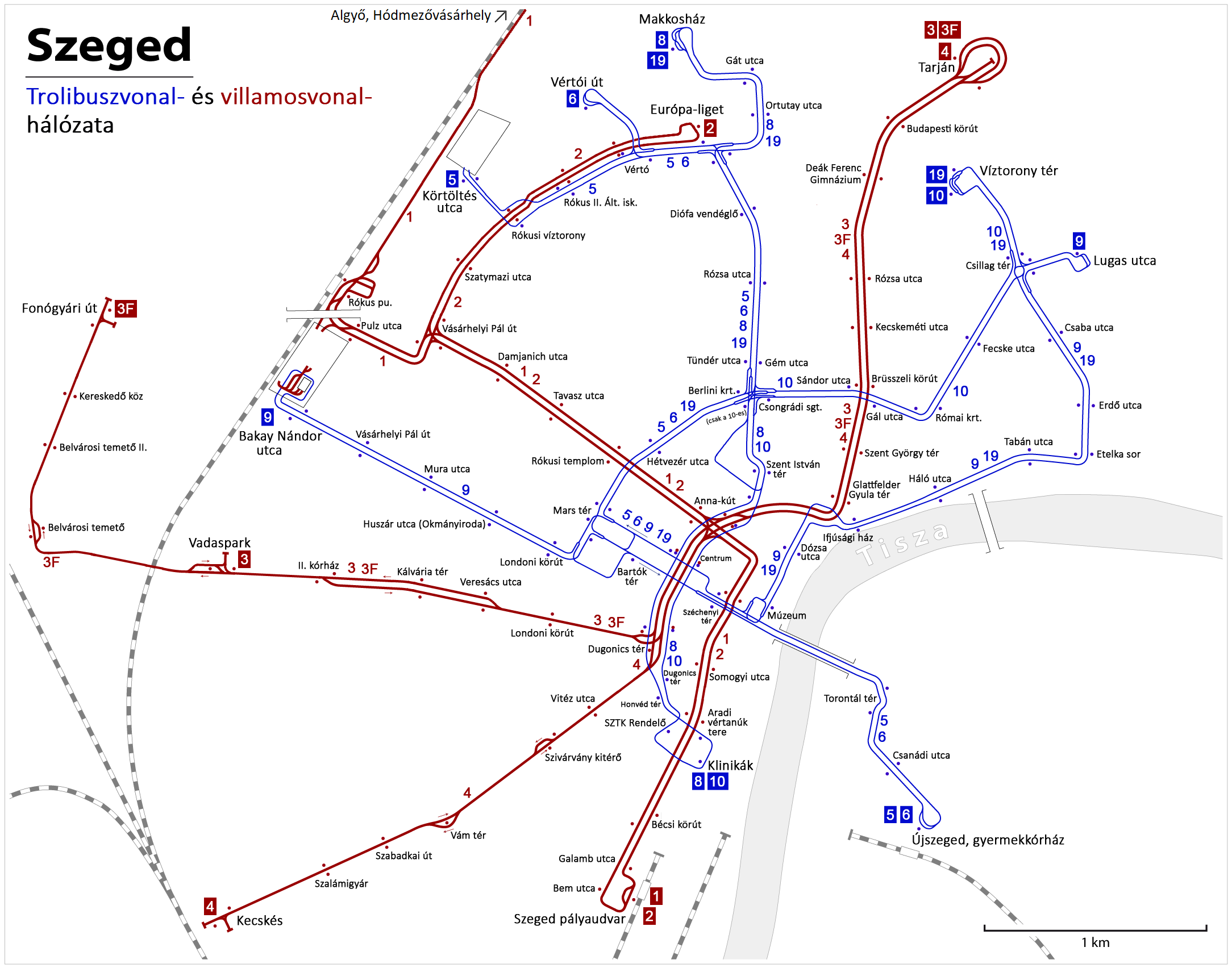
Az SZKT hálózata

1857. március 1-jétől a pályaudvar, a város központja, és a fontosabb szállók, fogadók közt omnibuszok szállították az utasokat. Az 1879-es szegedi nagy árvíz után újjáéledő város igényeit azonban már nem tudta az omnibuszforgalom kielégíteni, ezért 1881-ben pályázatot hirdettek lóvasút létesítésére. Végül Eduard Paget belga mérnök tervét fogadta el a város, és 1884 nyarán megindult a lóvasúti személyszállítási és a gőzmozdonyos teherszállítási hálózat.
Az egyre növekvő igények azonban nem sokkal később már a villamosítás létesítését követelték. Az 1885-ben létrehozott Szegedi Közúti Vaspálya Részvénytársaság (mely az SZKT jogelődjének tekinthető) 1899-re készítette el a villamosítás tervét, de az építésre csak 8 évvel később kaptak engedélyt. Az első villamosjárat 1908. október 1-jén indult meg a ma is használt 1-es vonalon, mely a város két vasútállomását köti össze.
1909-re villamosították a lóvasúti és gőzvontatású vonalakat.
Az első világháború utáni gazdasági visszaesést a szegedi villamosközlekedés is megsínylette, 1919-ben a szerb-horvát-szlovén megszállás miatt megszűnt az Újszegedre közlekedő vonal, több iparvágány, és forgalmi vágányösszekötés. 1923-ban a belga befektetők távozásával a budapesti villamoströszt tulajdona lett a vállalat. 1920-tól folyamatosan csökkent a személyszállítás, 1925-től a teherszállítás is.
A második világháború alatt Szegeden nem történt nagyobb hadművelet, összecsapás, ezért a villamoshálózat nem sérült különösebben, a város német megszállás alóli felszabadulása után (1944. október 11.) egy héttel, 19-én megindulhatott a közlekedés az 1-es vonalon, két villamoskocsival, majd a villamosenergia-korlátozás feloldásával az összes vonalon helyreállt a forgalom, melynek akkor leginkább teherszállítási feladatok jutottak: tüzelőanyaggal és élelmiszerrel látta el a lakosságot.
1946. augusztus 1-jén bevezetett forint tette lehetővé az utazóközönség által egyre inkább igényelt bővítéseket és fejlesztéseket.
A társaság neve 1950. április 14-étől Szegedi Villamos Vasút Vállalat, majd 1955-től Szegedi Közlekedési Vállalat.
1955 áprilisától 44 kilométeres vonalon megindult az autóbusz-közlekedés, melynek először a villamoshálózatra történő „ráhordó” szerepet szántak, de később kiderült, hogy önmagában is életképes és szükséges a város közlekedéséhez. A buszüzemet 1963. január 1-jén minisztériumi utasításra át kellett adni a Tisza Volán jogelődjének, a 10. számú Autóbuszközlekedési Vállalatnak.

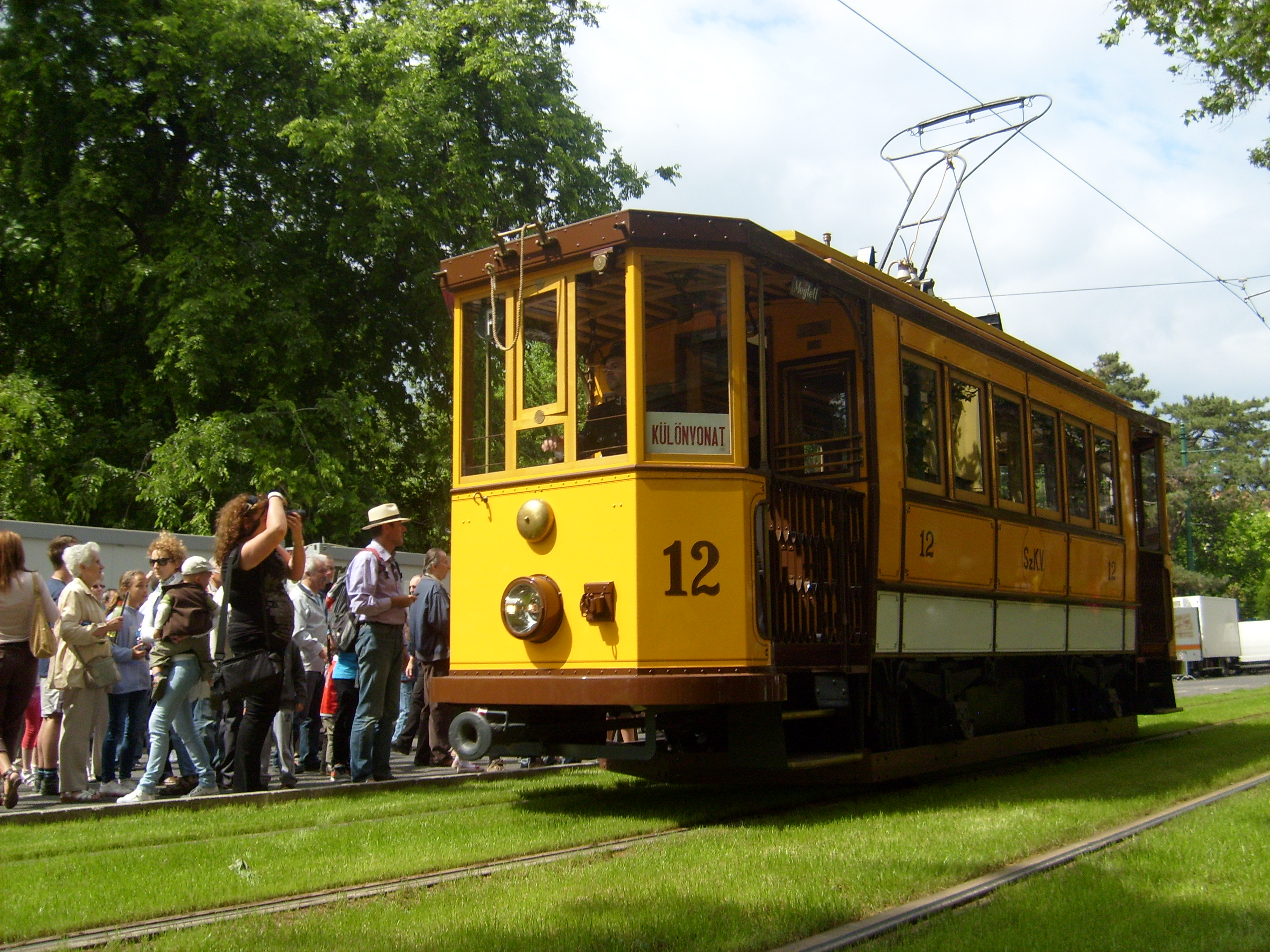
MWG típusú motorkocsi a Széchenyi téren

A teherfuvarozás jelentősége az ötvenes években folyamatosan csökkenni kezdett, 1968-ra már csak a konzervgyár kiszolgálására korlátozódott, 1971-ben pedig megszűnt.
Nem csak a teher, de a személyszállítás is csökkenni kezdett. A hatvanas években a világon mindenütt csökkent a villamosközlekedés jelentősége, mely elsősorban az olcsó gázolajnak, és a buszok kötetlenségének volt köszönhető.
A Közlekedés- és Postaügyi Minisztérium közlekedésfejlesztési irányelveket adott ki és ezen dokumentumok a villamosvonalak felszámolását ajánlották. A szakanyag sugallta az egyéb közlekedési eszközök forgalomba állítását, ami egyet jelentett az autóbuszokkal. Az 1973-as olajválságnak köszönhetően azonban ismét előtérbe kerül a villamosüzemű közlekedés, a villamosvonalak felszámolása megállt és korszerűsítések kezdődtek.

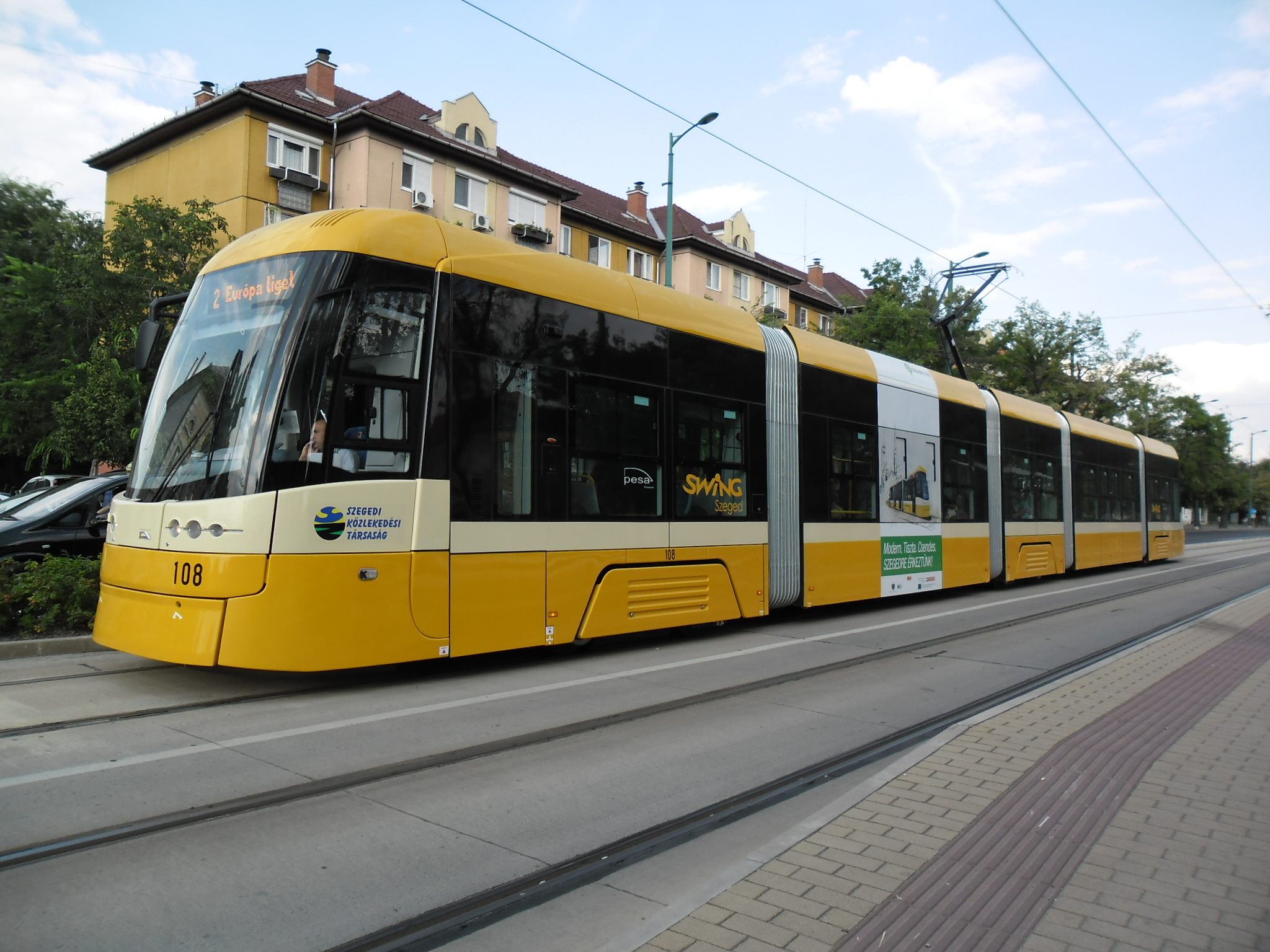
A PESA 120Nb az ország hetedik leghosszabb villamosa

Az időközben felszámolt villamosvonalak újjáépítése helyett az olcsóbban létrehozható trolivonalak kiépítése mellett döntöttek, és 1979. április 29-én megindult az első trolibusz az újszegedi gyermekkórház és a Bartók tér közt, az 5-ös vonalon. 1982 novemberében indult a 6-os, 1983 októberében a 7-es (ez nem azonos a 2022-ben megszűnt 7-essel) és a 8-as, majd 1985 novemberében a 9-es vonal.
Ezek a fejlesztések felemésztették a város erre szánt pénzét, így a villamoshálózat fejlesztésére nem jutott már pénz, a járműállomány folyamatosan elöregedett és közel 20 évig nem történt érdemleges fejlesztés.
A rendszerváltáskor a vállalat Szeged városának tulajdonába került, majd 1994-ben újabb névváltás keretében (Szegedi Közlekedési Kft.) korlátolt felelősség társasággá alakult.
1996-ban vette kezdetét a villamosok rekonstrukciója, melynek keretében elkezdték kivonni az addigra már igencsak kiöregedett FVV villamosokat, 1997-ben és 1998-ban összesen 13 darab Tatra T6A2 típusú villamost vásároltak, és a Szeged Plaza bevásárlóközpont létesítésével egy időben műszaki okokból felmerült az 1-es vonal Rókus pályaudvari fordulójának átépítése, mely 2000-ben a Plaza építőinek támogatásával el is készült.
2001-ben a villamosok mellett a trolik is megújultak, és az addig közlekedő Ikarus 280T és ZiU–9 trolik helyére használtan érkezett Csehországból néhány Škoda trolibusz, majd forgalomba állt az első alacsonypadlós trolibusz is (Škoda 21Tr, T-800).
2005-ben érkeztek az első használt Tatra KT4D villamosok, melyekre a maradék FVV villamosok leváltása, és a T6A2 viszonylag kis szállítókapacitása miatt volt szükség.
Mára az 1-es, 2-es, 3-as, 3F és 4-es vonalon közlekednek Tatra villamosok.

## Integrált járműrendszer

### A szolgáltatás
A társaság két ágazatot: villamos és trolibusz működtet integrált rendszerben. Szeged autóbuszvonal-hálózata azonban nem tartozik az SZKT hatáskörébe, azért a szolgáltatásért Szegeden a Volánbusz Zrt. felel.

### Utazási feltételek
Jelen Utazási Feltételek -az egyéb, magasabb rendű jogszabályok alapján, és az ott megfogalmazott feltételek mellett- szabályozzák a Szeged, helyi, menetrend szerinti, közösségi közlekedési szolgáltatás igénybevétele során, az utast, és a szolgáltatót (Tisza Volán Zrt. és a Szegedi Közlekedési Kft., a továbbiakban: szolgáltató Társaság) megillető jogokat, valamint a Felek kötelezettségeit.
Jelen Utazási Feltételek az egységes, városi menetrendi kiadványban; a szolgáltatók honlapján megjelenítve, hivatalos helyiségeiben, bérletpénztáraiban kifüggesztve; valamint a szolgáltató forgalomba állított valamennyi járművén -minimum járművenként (kocsinként) egy helyen- kihelyezve kerülnek meghirdetésre.
Felek a szolgáltatás nyújtására, illetve igénybe vételére vonatkozó szándékuk kinyilvánításával (a jármű forgalomba állításával, illetve a járműre történő felszállással) kijelentik, hogy a jelen Utazási Feltételekben foglaltakat megismerték, és magukra nézve kötelező érvényűnek fogadják el.

## Járműállomány

### Villamosok
| Típus           | Darabszám | Darabszám | Pályaszám(ok) | Pályaszám(ok) | Gyártási év      | Szegeden közlekedik |
| Típus           | Eredeti   | Jelenlegi | Eredeti       | Jelenlegi     | Gyártási év      | Szegeden közlekedik |
| --------------- | --------- | --------- | ------------- | ------------- | ---------------- | ------------------- |
| ČKD Tatra T6A2H | 13 db     | 13 db     | 900–912       | 900–912       | 1997–1998        | 1997 óta            |
| ČKD Tatra B6A2D | 4 db      | 4 db      | 950–953       | 950–953       | 1989             | 2007 óta            |
| ČKD Tatra KT4D  | 18 db     | 18 db     | 200–217       | 200–217       | 1982, 1985, 1990 | 2005 óta            |
| Pesa 120Nb      | 9 db      | 9 db      | 100–108       | 100–108       | 2011–2012        | 2012 óta            |

### Trolibuszok
| Típus                                | Darabszám | Darabszám | Pályaszám(ok)                           | Pályaszám(ok)                                             | Gyártási év                      | Szegeden közlekedik |
| Típus                                | Eredeti   | Jelenlegi | Eredeti                                 | Jelenlegi                                                 | Gyártási év                      | Szegeden közlekedik |
| ------------------------------------ | --------- | --------- | --------------------------------------- | --------------------------------------------------------- | -------------------------------- | ------------------- |
| Škoda 14Tr                           | 10 db     | 1 db      | T-700–T-708, T-750                      | T-706                                                     | 1987                             | 1994 óta            |
| Škoda 15Tr                           | 27 db     | 21 db     | T-600–T-626                             | T-600–T-612, T-615–T-616, T-619–T-621, T-623–T-624, T-626 | 1988, 1990–1993                  | 1993 óta            |
| Škoda 21Tr                           | 10 db     | 6 db      | T-800–T-803, T-810–T-815                | T-800, T-810–T-812, T-814-T-815                           | 1997–1998                        | 2001 óta            |
| ZiU-9                                | 50 db     | 1 db      | 9-111–9-157, 810, 844, 852              | 9-153 (nosztalgiajármű)                                   | 1976, 1979, 1981–1983, 1985–1986 | 1979 óta            |
| Ikarus 280T                          | 12 db     | 1 db      | T4-281, T6-281, T6-282, T7-281, 500–507 | 505 (nosztalgiajármű)                                     | 1977, 1980, 1989, 1991, 1993     | 1984 óta            |
| Mercedes-Benz Citaro O530 Tr12/TV.EU | 6 db      | 1 db      | T-860–T-865                             | T-863                                                     | 1999                             | 2007 óta            |
| SZKT-ARC Tr187/TV.EU                 | 1 db      | 1 db      | T-660                                   | T-660                                                     | 2009                             | 2010 óta            |
| Ikarus-Škoda Tr187.2                 | 13 db     | 13 db     | T-450–T-462                             | T-450–T-462                                               | 2013–2014                        | 2013 óta            |
| Solaris Trollino III 12 AC           | 5 db      | 5 db      | T-870–T-874                             | T-870–T-874                                               | 2004, 2005, 2006                 | 2019 óta            |
| Solaris Trollino 12 II               | 2 db      | 2 db      | T-875–T-876                             | T-875–T-876                                               | 2004–2005                        | 2023 óta            |
| SOR TNS 12                           | 4 db      | 4 db      | T-400–T-403                             | T-400–T-403                                               | 2024                             | 2024 óta            |

### Autóbuszok
| Típus                  | Darabszám | Darabszám | Pályaszám(ok)                                                                   | Pályaszám(ok)                      | Gyártási év                  | Szegeden közlekedik |
| Típus                  | Eredeti   | Jelenlegi | Eredeti                                                                         | Jelenlegi                          | Gyártási év                  | Szegeden közlekedik |
| ---------------------- | --------- | --------- | ------------------------------------------------------------------------------- | ---------------------------------- | ---------------------------- | ------------------- |
| Mercedes-Benz Citaro   | 9 db      | 4 db      | FKN-342, FKT-894, FKT-895, FKT-896, KMS-390, LNZ-668, PXW-029, RPX-956, RUC-644 | LNZ-668, PXW-029, RPX-956, RUC-644 | 1999, 2003, 2005, 2006, 2007 | 2005 óta            |
| Mercedes-Benz Citaro G | 4 db      | 4 db      | PXW-028, PXW-030, TFG-491, TFG-492                                              | PXW-028, PXW-030, TFG-491, TFG-492 | 2004, 2009                   | 2018 óta            |
| Mercedes-Benz Citaro L | 1 db      | 1 db      | LHF-798                                                                         | LHF-798                            | 2004                         | 2008 óta            |
| Volvo 7700A (bérelt)   | 4 db      | 3 db      | FJX-190, FJX-198, FJX-200 és FJX-228                                            | FJX-190, FJX-198 és FJX-200        |                              |                     |

## Statisztikák, adatok
A teljes hálózat – amely az összes viszonylat hosszát magában foglalja – hossza 81 km. A megállóhelyek száma 171 db (92 villamos és 79 trolibusz), a járműállomány pedig 129 jármű (61 villamos, 49 trolibusz és 19 autóbusz).

### Forgalmi adatok
|                         | 1999  | 2005  | 2008  | 2005-ös adat az 1999-hez képest | 2008-as adat a 2005-höz képest | 2008-as adat az 1999-hez képest |
| ----------------------- | ----- | ----- | ----- | ------------------------------- | ------------------------------ | ------------------------------- |
| Utasszám:               |       |       |       |                                 |                                |                                 |
| Villamos:               | 58273 | 60463 | 57421 | 103,76%                         | 94,97%                         | 98,54%                          |
| Trolibusz:              | 50052 | 50973 | 50838 | 101,84%                         | 99,74%                         | 101,57%                         |
| Indított járatok száma: |       |       |       |                                 |                                |                                 |
| Villamos:               | 846   | 758   | 730   | 89,60%                          | 96,31%                         | 86,29%                          |
| Trolibusz:              | 767   | 880   | 949   | 114,73%                         | 107,84%                        | 123,73%                         |

2005-ös utasszám megoszlás: SZKT: 46%, Tisza Volán: 54%
2008-as utasszám megoszlás: SZKT: 49%, Tisza Volán: 51%

## Szervezeti felépítése

### Repülőtér
Az SZKT 2006 áprilisa óta a Szegedi repülőtér (Szeged Airport) üzemeltetésével is foglalkozik.
A repülőtér közvetlenül a város nyugati határában, a belvárostól néhány kilométerre, az 55. számú főút (Bajai út) mellett helyezkedik el.
Az AFIS szolgálat gondoskodik a reptér használatához percenként frissített hiteles meteorológiai adatokat, fel- és leszállásához megfelelő repülőtéri tájékoztatásról.
A biztonságos fel- és leszállásához folyamatosan karbantartott 1185 x 30 m méretű aszfalt, valamint 1170-szer 50 m és 610-szer 50 m méretű füves pálya használható. Az éjszakai repülésekhez is alkalmas aszfaltpálya fénytechnikai berendezéssel is el van látva.
A könnyebb megközelítés érdekében a repülőtér rádiónavigációs berendezéssel is rendelkezik (NDB/DME).

### Parkolás
Szeged belvárosában 1996 óta előreváltott parkolószelvénnyel üzemelő parkolási rendszer működik, melyet az SZKT Parkolási Ágazata üzemeltet.
Szegeden két (zöld, sárga) parkolási övezet létezik, melyek között az átjárhatóságot az előreváltott parkolószelvény biztosítja.
A Parkolási Ágazat által üzemeltetett rendszer célja a túlzsúfolt és erősen szennyezett belvárosi környezet tehermentesítésének elősegítése a közterületi parkolóhelyek használatának szabályozásával.
A Parkolási Ágazat feladati közé tartozik a gépjárműmentés és -elszállítás, valamint a parkolóház üzemeltetése is.

## A társaság irányítása

### Ügyvezető igazgatói
| Hivatali ideje | Ügyvezető igazgató    |
| -------------- | --------------------- |
| 1990–1993      | Gazdag László         |
| 1993–2000      | Nemes László          |
| 2000–2002      | Tóth István Tibor     |
| 2002–2003      | Nemes László          |
| 2003–2011      | Dr. Dózsa Gábor       |
| 2011–2015      | Tóth István Tibor     |
| 2015–2016      | Kojedzinszky Richárd  |
| 2016–2022      | Dr. Majó-Petri Zoltán |
| 2022-          | Knezevics Viktor      |

### A társaság aktuális vezetése[1]
| Knezevics Viktor  | ügyvezető igazgató        |
| Baranyi Irén      | gazdasági igazgató        |
| Szőke-Tóth Ágnes  | közkapcsolati irodavezető |
| Náday Attila      | műszaki főmérnök          |
| Gombos Ferenc     | forgalmi főmérnök         |
| Dr. Forró Zoltán  | parkolási üzletágvezető   |
| Zombori Krisztián | infrastruktúra főmérnök   |
| Báló Tamás        | repülőtér üzletágvezető   |

## Az esélyegyenlőségért
Az Esélyegyenlőségi törvény idevonatkozó fejezete az SZKT-t is kötelezi „a közlekedési rendszerek szükséges mértékű átalakítására”.
Teljes üzemidőben, az összes jármű alacsonypadlós az alábbi viszonylatokon:
- Villamos: –
- Trolibusz: 10

Hétvégén az összes jármű alacsonypadlós az alábbi viszonylatokon:
- Villamos: 2
- Trolibusz: 5, 6, 9, 10

Nincs alacsony padlós közlekedés az alábbi viszonylatokon:
- Villamos: 3F*
- Trolibusz: –

*A 3-as villamosvonalon hétköznap napközben egy darab PESA típusú szerelvény közlekedik 60 perces követési idővel, biztosítva ezzel az alacsonypadlós kiszolgálást a József Attila sgt. – Tisza Lajos krt. – Kálvária sgt. útvonalon.
Az SZKT alacsonypadlós flottája: 9 villamosszerelvény, 32 trolibusz, 10 autóbusz.

### A látássérültek segítése
Az SZKT eltérő járdaburkolattal és megkülönböztetett padlóelemekkel, továbbá hangos utastájékoztatással igyekszik megkönnyíteni a látássérültek számára a közlekedést.

## Projektek
- Szeged elektromos tömegközlekedés fejlesztése projekt: ösztönzi a környezetbarát közforgalmú közlekedést
- Hont Ferenc utcai végállomás intermodális csomóponttá alakítása
- Central Europe pályázat: a trolibusz közlekedés, mint környezetbarát közforgalmú közlekedési eszköz népszerűsítése és fejlesztése
- ELIPTIC projekt: a meglévő elektromos infrastruktúra és járműpark optimalizálása
- LOW-CARB projekt: a fenntartható mobilitási formák terjedésének elősegítése, ösztönzése
- SASMob projekt: innovatív közlekedésszervezési megoldások kidolgozása
- Trolley 2.0 projekt: a kísérleti trolibuszba felsővezeték nélküli önjárási funkció lesz integrálva melyet fejlett akkumulátoros meghajtás tesz majd lehetővé